# Макриев, Димитр
Димитар Иванов Макриев (болг. Димитр Иванов Макриев; 7 января 1984, Гоце-Делчев, Болгария) — болгарский футболист, нападающий. Выступал в сборной Болгарии.

## Биография
В 2002—2005 играл в миланском «Интернационале», но не проведя ни одной встречи за основной состав отдавался в аренду таким клубам как швейцарские «Беллинцона», «Кьяссо» и польский «Гурник». В сезоне 2005/06 Макриев играл во французском клубе «Дижон». В 2006—2007 провел 48 матчей за словенский «Марибор». С 2008 года играл в израильской Премьер-лиге за «Ашдод».
В мае 2011 года после долгих переговоров подписал контракт с самарским клубом «Крылья Советов» (первая попытка в феврале 2011 окончилась ничем. Дебютировал 1 августа 2011 года выйдя на замену в матче против пермского «Амкара». В общей сложности отыграл за команду пять матчей в чемпионате России. В январе 2012 года покинул «Крылья Советов», перебравшись в «Александрию» но провел там лишь семь матчей, не забив ни одного мяча. Ему нужно было больше игровой практики, и летом 2012 году Димитр вернулся в «Ашдод».